# Sacbé
Pour les articles homonymes, voir Sacbé (homonymie).

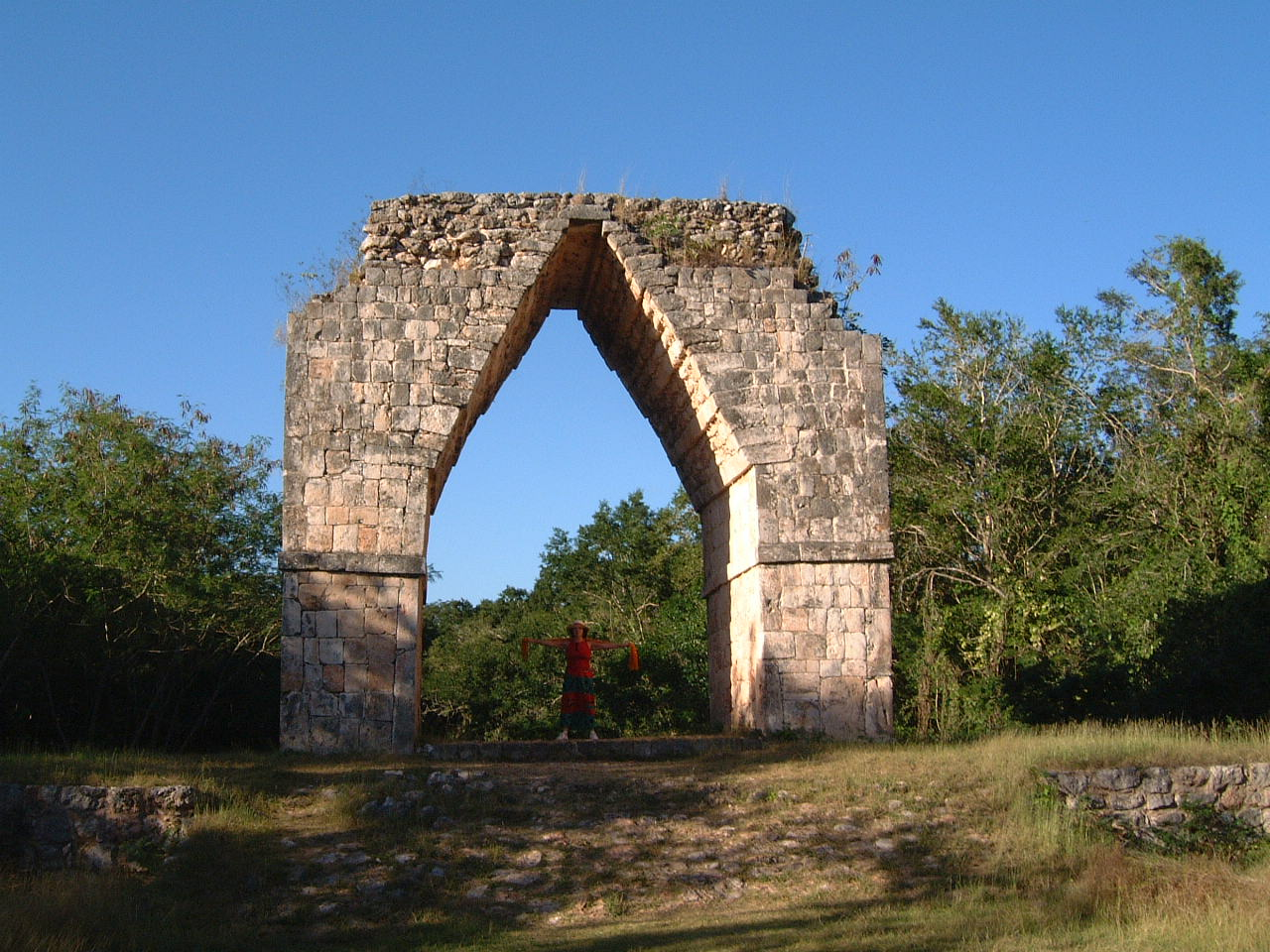
Arche à l’extrémité d’un sacbé à Kabah, Yucatan

Un sacbé (aussi appelé chemin blanc ; sacbeob au pluriel) est un chemin construit par les Mayas des Basses-Terres. Surélevé d'une cinquantaine de centimètres, entre deux murets remplis de cailloux, il est revêtu d'un mortier calcaire pour le protéger des intempéries.    

## Origine du nom
Le mot sacbé provient de sac qui signifie blanc et de be qui signifie chemin en langue maya. Le sacbé était blanc à cause du stuc de calcaire qui recouvrait sa base composée de pierres et de remplissage.

## Utilisation et signification
Des sacbeob courts reliaient des temples, des places et des groupes de structures à l’intérieur des centres cérémonials et des villes. Des sacbeob plus longs reliaient des villes entre elles. Les réseaux de sacbeob de Caracol (une septantaine de kilomètres) et de Coba figurent parmi les plus connus.
Bien que les sacbeob longs fussent fort probablement utilisés pour le commerce et les communications entre les villes, il semble que tous les sacbeob avaient une signification religieuse. L'explorateur et mayaniste John Lloyd Stephens rapporte que des mayas du Yucatán faisaient encore de courtes prières rituelles lorsqu’ils croisaient des sacbeob dans les années 1840, même si les sacbeob avaient alors été envahis par la jungle depuis des siècles.

## Les sacbeob aujourd'hui

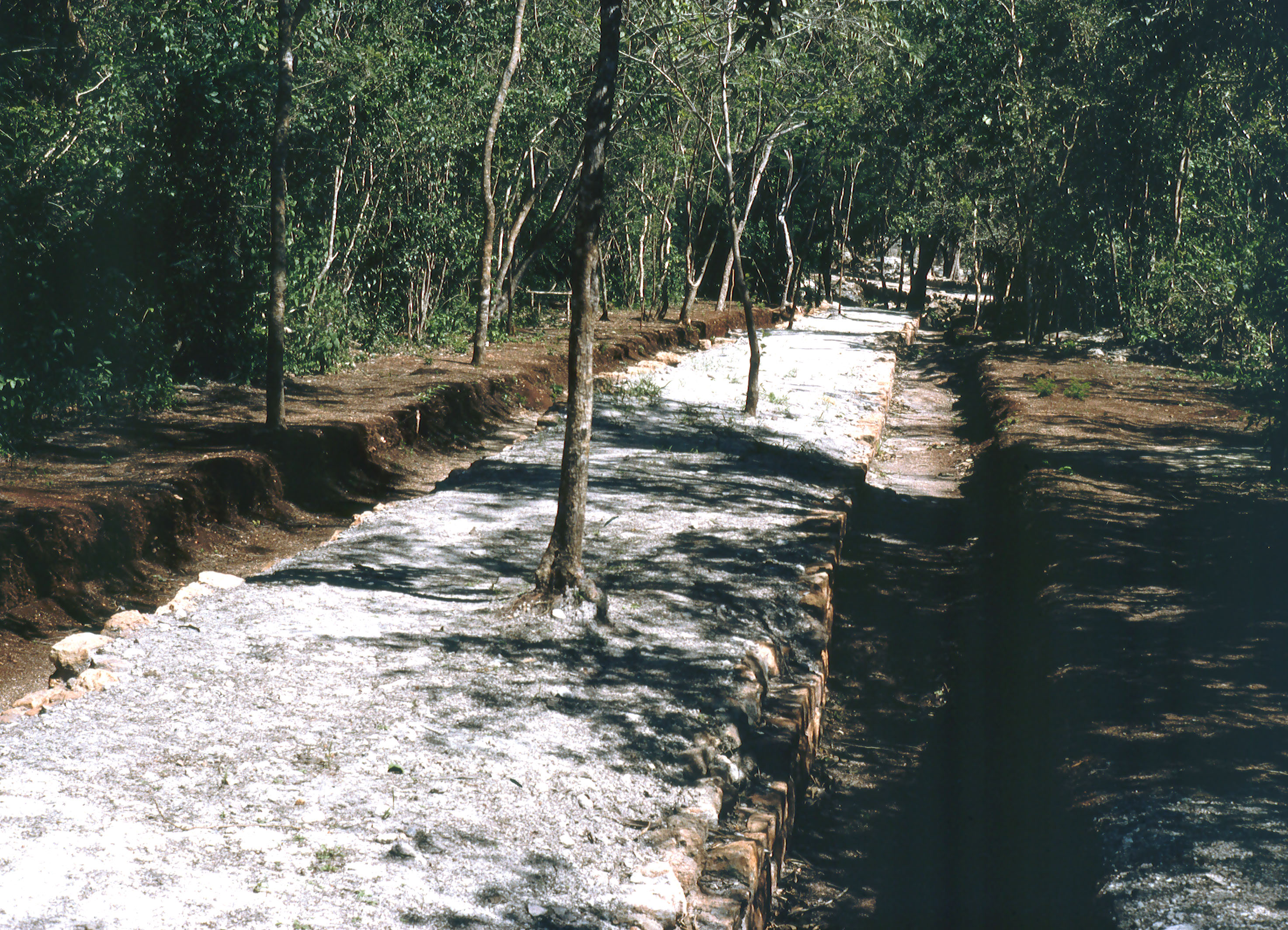
Un sacbé à Chichen Itza

Les touristes qui visitent les sites mayas peuvent encore voir plusieurs sacbeob. Le plus connu est sans doute le sacbé qui relie le groupe de structures incluant la pyramide El Castillo au cénote sacré à Chichen Itza, lequel est emprunté par des milliers de touristes chaque jour.
Peu des longs sacbeob ont été conservés jusqu’à aujourd’hui. Un de ces longs sacbeob bien connu relie Uxmal et Kabah, ce sacbé est marqué par une arche en encorbellement à chaque extrémité.
Le sacbé de 100 kilomètres reliant les anciennes cités de Coba et de Yaxuna a été considéré durant plusieurs décennies comme le plus long sacbé jusqu’à ce que les restes d’un chemin encore plus long n’attirent l’attention des archéologues. Il semble, en effet, qu’un très long sacbé de 300 kilomètres reliait l’ancienne cité de Tiho (aujourd’hui Mérida) à la mer des Caraïbes près de la ville actuelle de Puerto Morelos en passant par les anciennes cités d’Ake et d’Izamal,
Les sacbeob du Yucatan sont les plus connus, mais il en existe sur tout le territoire couvert autrefois par la civilisation maya. Les plus anciens remontent à la période préclassique. On retrouve plusieurs de ces anciens sacbeob autour de l’ancienne cité de El Mirador.
Certains sacbeob ont été utilisés comme base ou ont été incorporés dans les assises de routes ou de chemins de fer.

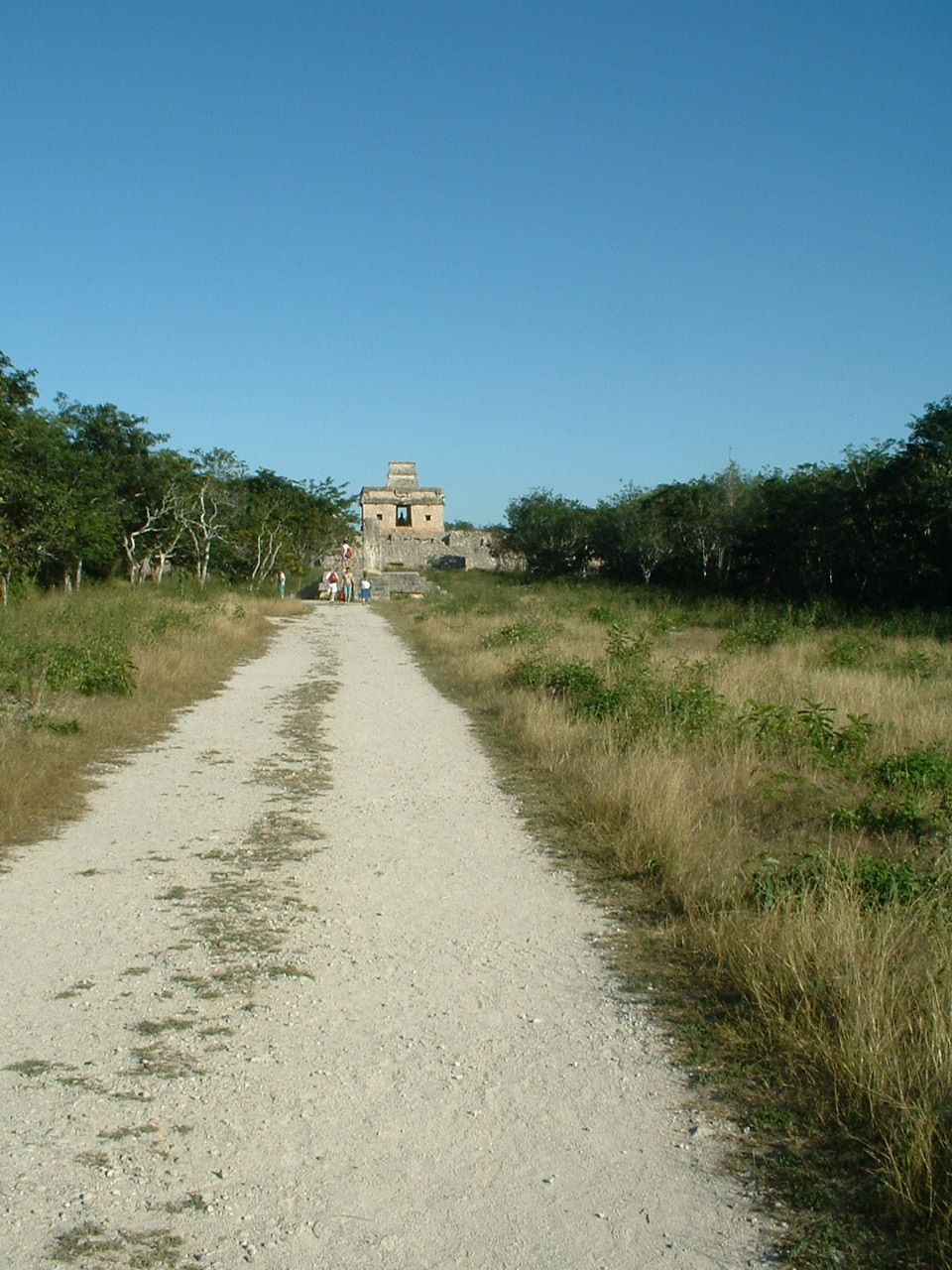
Sacbe de Dzibilchaltun, Dzibilchaltun
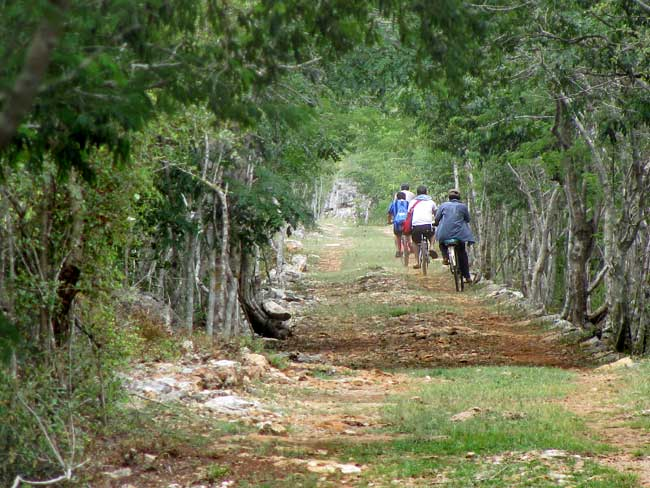
Sacbe conduisant aux ruines de Mayapán, Mayapán
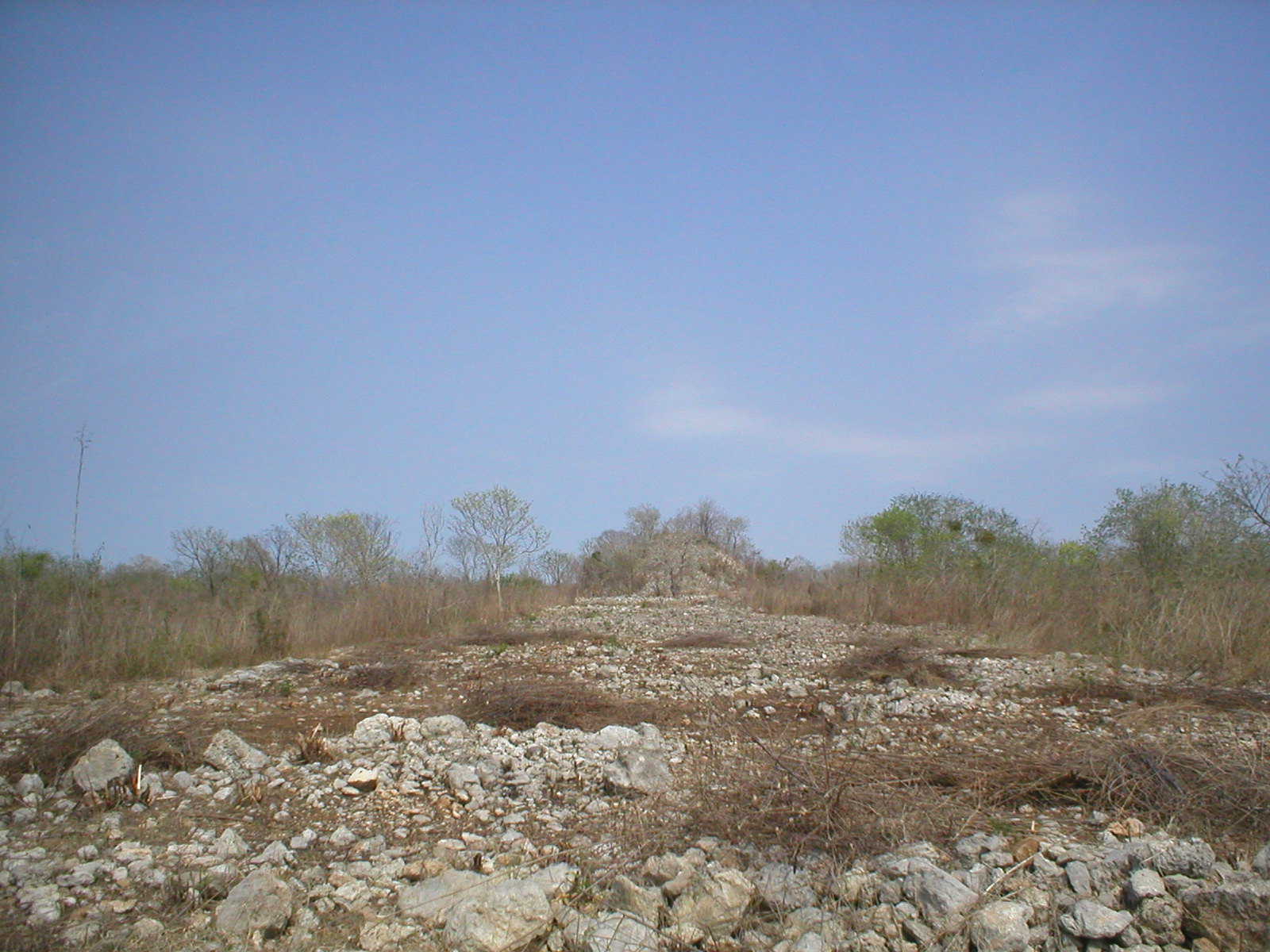
Sacbe n°2 de Chunchucmil
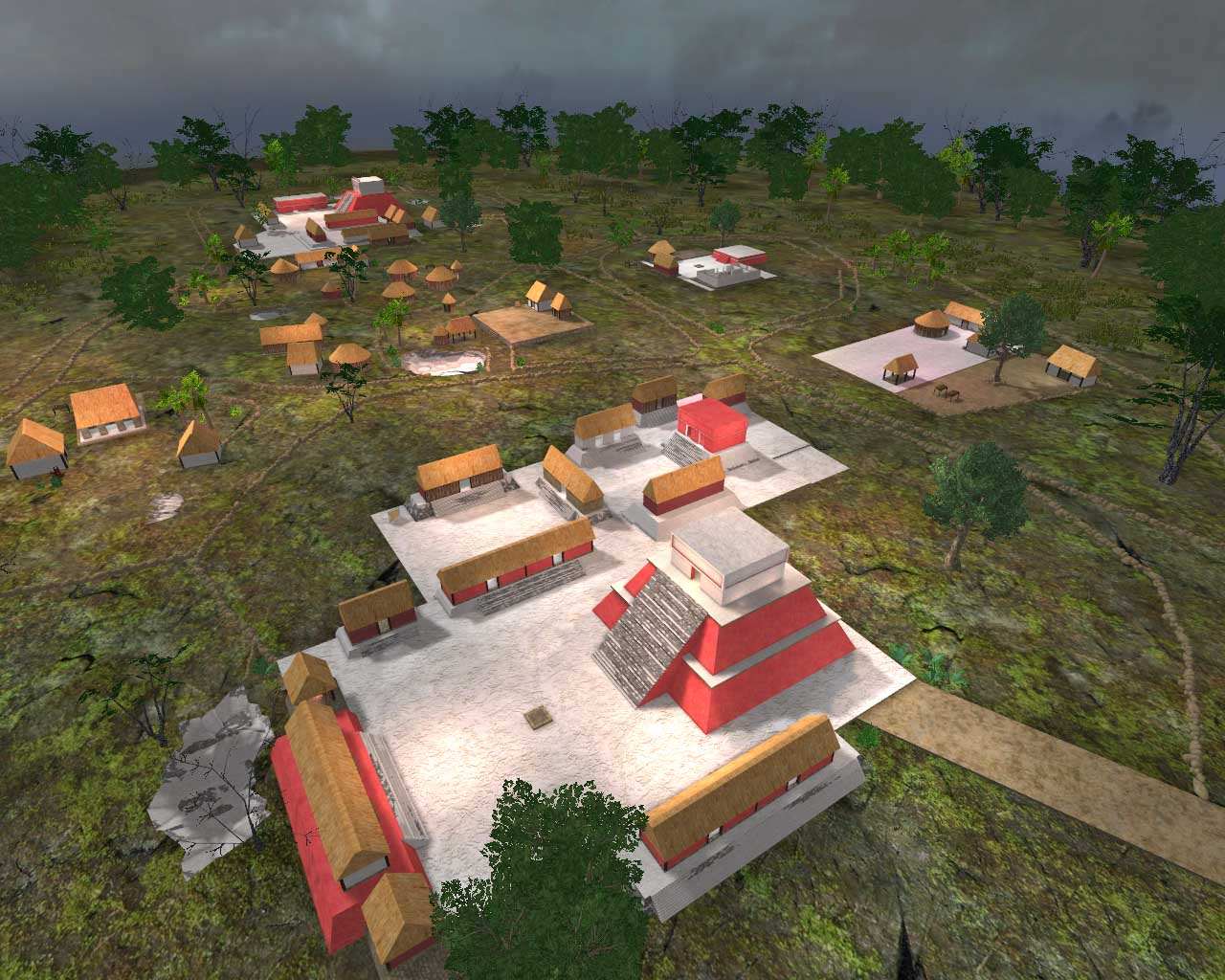
Reconstruction numérique de Chunchucmil avec son temple et sacbé
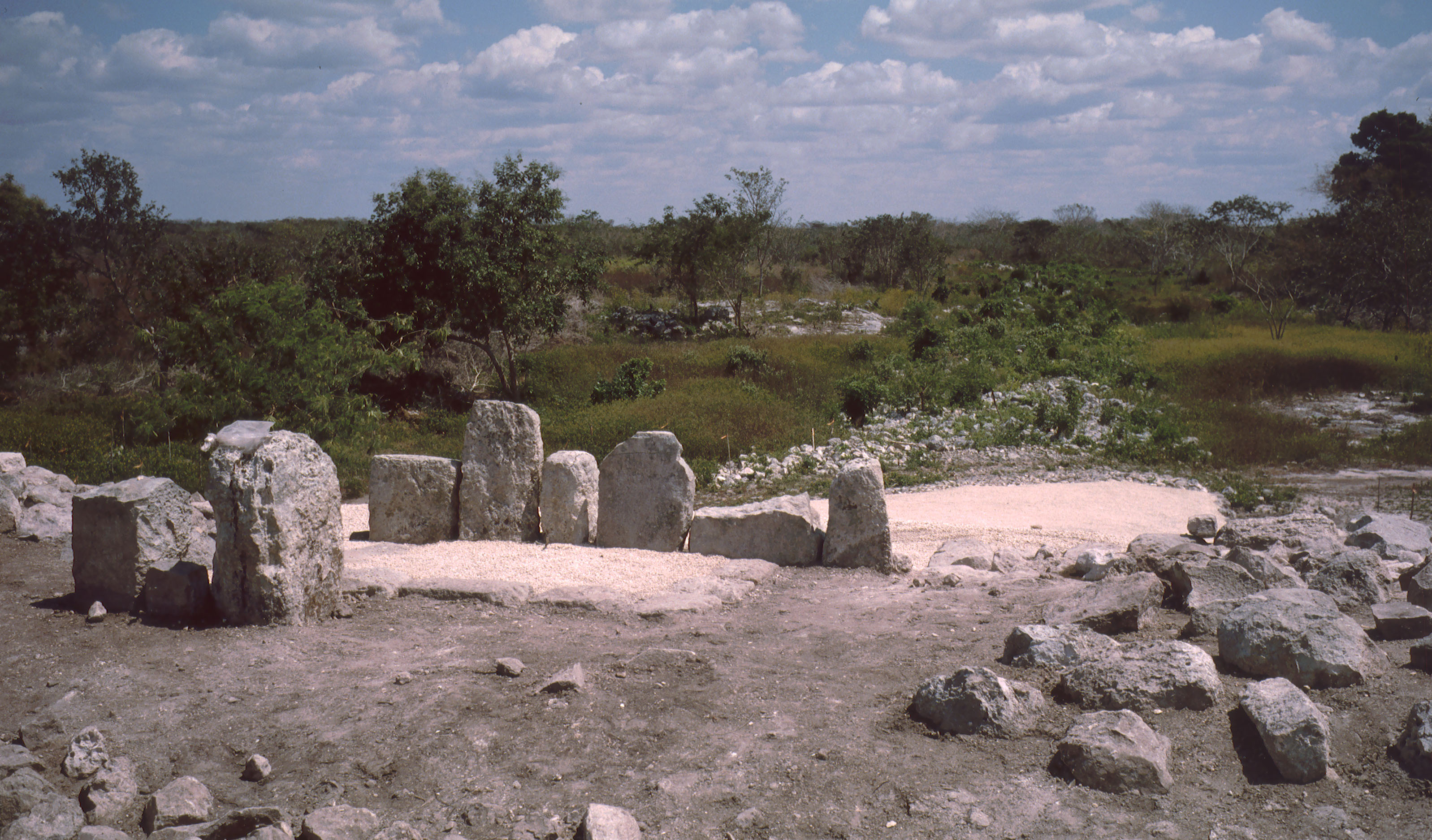
Sacbe de Yaxuná vers Cobá
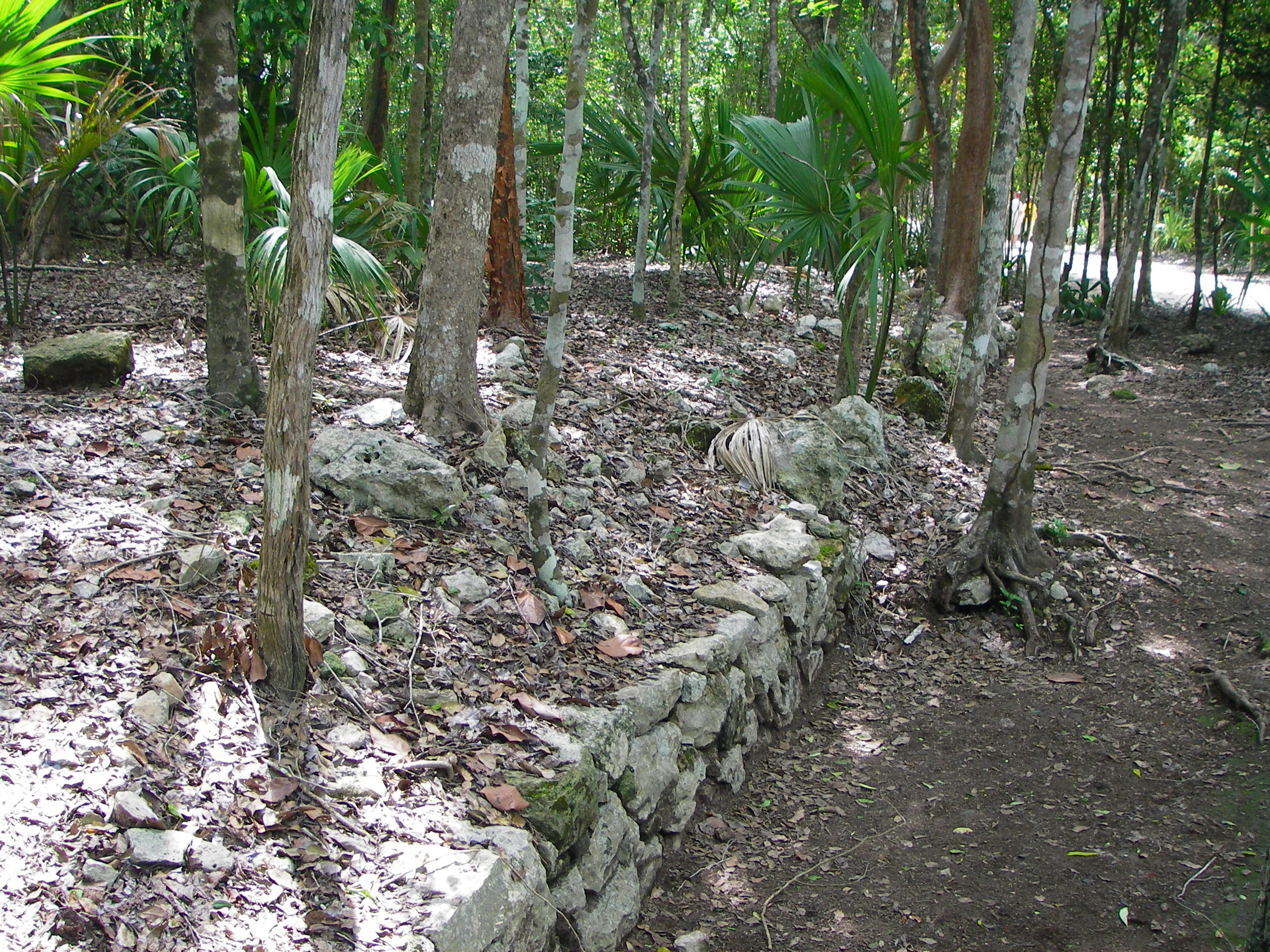
Fin du sacbe à Cobá
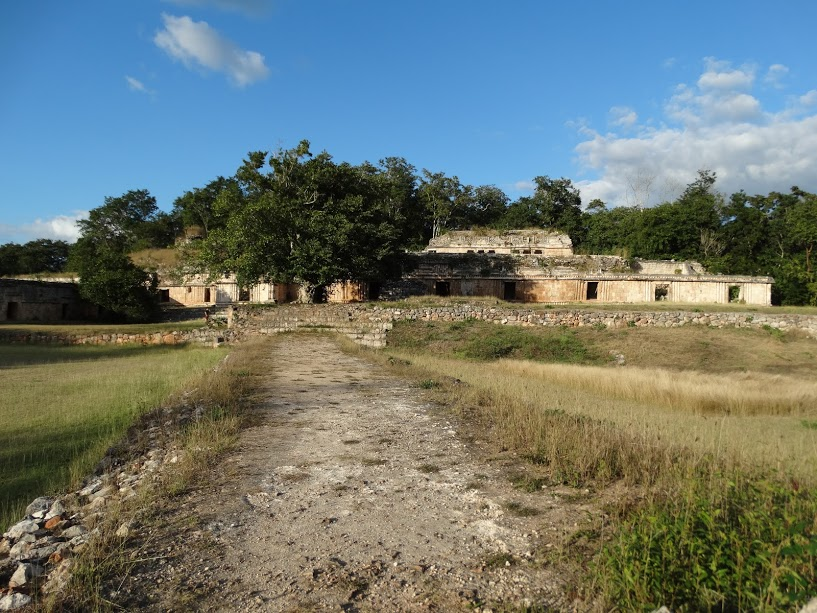
Ancienne route près de Labna
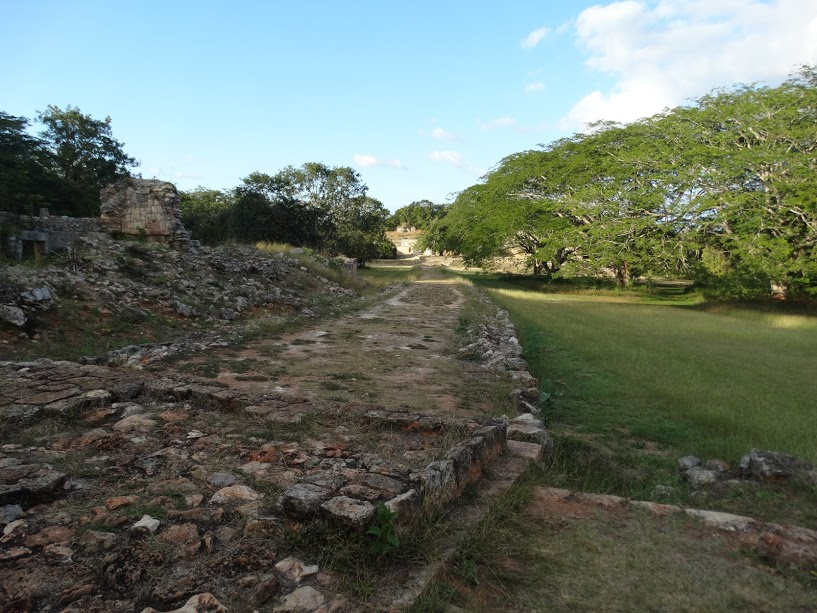
Les restes de la route près de Labna